# Brüderlicher Kreis
Der Brüderliche Kreis ist eine christliche Laienbruderschaft evangelischer Prägung.

## Geschichte
Der Brüderliche Kreis hatte zwei Vorgängerorganisationen:

### Verband der Ordensgründer „Organisation X“ (1920–1928)
Zunächst gründete sich 1920 in Erkner bei Berlin ein „Verband der Ordensgründer“, der von den Mitgliedern auch „Organisation X“ genannt wurde. Es handelte sich um eine Geheimorganisation; selbst den Mitgliedern waren die Namen der Führungsriege nicht bekannt. Als Hauptinitiatoren für die Gründung des Verbandes gelten Baron Friedrich von der Ropp (1879–1964), Baron Roderich von Bistram, Mitarbeiter der Zeitschrift Widerstand, aber auch Otto von Kursell und Harald von Rautenfeld, der spätere erste Leitende Bruder des heutigen Brüderlichen Kreises. Als Anlass der Gründung galten die 1920 unterzeichneten Friedensverträge von Dorpat und Riga zwischen Estland, Lettland und Litauen mit der Sowjetunion, die Enteignung deutschen Grundbesitzes in den dortigen Ländern sowie die Aufhebung der ritterschaftlichen Grundordnung und die vermeintliche Gefahr einer kommunistischen Weltrevolution.

### Baltische Brüderschaft (1929–1936)
Dieser Verband der Ordensgründer löste sich 1928 auf, und an seiner Stelle wurde 1929 eine „Baltische Brüderschaft“ gegründet, deren Rolle als Führender Bruder Otto von Kursell einnahm. Diese Baltische Brüderschaft wurde am 22. November 1936 unter direkter Mitwirkung von Heinrich Himmler zwangsaufgelöst. Die Nachlässe der Baltischen Brüderschaft befinden sich derzeit im Herder-Institut Marburg.

### Brüderlicher Kreis
Nach dem Zweiten Weltkrieg wurde der Brüderliche Kreis 1953 auf Initiative von Friedrich Worms, Harald von Rautenfeld und anderen gegründet. In der neuen Verfassung wurde allerdings der heimatliche Bezug zum Baltikum durch die Philosophie einer weltoffenen geistlichen Dimension im Sinne Jesu Christi ausgetauscht. Daher sieht sich der Brüderliche Kreis auch nur als „inoffizielle“ Nachfolgeorganisation der Baltischen Brüderschaft.
Sowohl die Baltische Brüderschaft als auch der Brüderliche Kreis verstanden sich nie als Orden, sondern als ordensähnliche Gemeinschaft. Für die Mitglieder gilt das Verantwortungsprinzip der freien Entscheidung des Einzelnen.
Beim Brüderlichen Kreis handelt es sich um einen „Männerorden“, und die Brüder sind in der Regel nach einigen Jahren Mitgliedschaft lebenslang an die Gemeinschaft gebunden. Die Ehefrauen sind über ihre Ehemänner mit der brüderlichen Gemeinschaft verbunden und selbst nicht stimmberechtigt. Der Brüderliche Kreis unterhält keine eigenen Einrichtungen. Er ist aufgenommen in das Verzeichnis der evangelischen Kommunitäten der Evangelischen Kirche Deutschlands (EKD).

## Aufgaben und geistliches Leben
Der Brüderliche Kreis verfolgt keine korporativen Ziele und versucht nicht durch Programme, sondern durch Menschen zu wirken. Er sieht seine Aufgabe darin, die einzelnen Brüder verbindlich zu unterstützen und sie in Themen des gesellschaftlichen Lebens und vor allem in Fragen des Glaubens und in der Bereitschaft zur Verantwortungsübernahme gemäß den Inhalten seiner Verfassung zu unterstützen und zu begleiten.
Der Brüderliche Kreis ist geografisch in Gebiete unterteilt, die von einem jeweils durch den Leitenden Bruder eingesetzten Gebietsbeauftragten geführt werden. Einmal im Jahr treffen sich die Brüder zu einem Jahreskonvent in der Evangelischen Akademie in Loccum. Als Gemeinschaftspublikation zählt die Zeitschrift Der Anruf – Ausspracheforum des Brüderlichen Kreises, Privatdruck.

## Struktur
- Der Leitende Bruder (wird nicht gewählt, sondern von seinem Vorgänger bestimmt)
- Der Wart des Brüderlichen Kreises (hat auf die Einhaltung der Verfassung zu achten, wird von den Vertrauensmännern aus ihren Reihen gewählt)
- Das Kapitel (Leitungsgremium bestehend aus 5–7 Brüdern aus den Reihen der Vertrauensmänner)
- Die Vertrauensmänner (vierzehn von den Konventsbrüdern gewählte Brüder)
- Die Konventsbrüder (Brüder, die sich verpflichtet haben, miteinander lebenslang verbunden zu bleiben).
- Gesamtheit der Brüder